# Frônese
A frônese (do grego antigo: φρόνησις, translit. phrónesis), na ética aristotélica (ver, por exemplo, o Livro IV da Ética a Nicómaco), distingue-se de outras palavras com que se designa a sabedoria por ser a virtude do pensamento prático, sendo traduzida habitualmente como sabedoria prática. Tem como objetivo descrever claramente os fenômenos da ação humana, sobretudo mediante o exame dialético das opiniões, e não apenas descobrir os princípios imutáveis e as causas dessa ação, e admite que, a partir da opinião (doxa), é possível atingir o conhecimento (episteme). Para Gadamer, a phrónesis se situa entre o logos e o ethos.
Sob influência de Heidegger, Gadamer também tem, na ideia de phrónesis (sabedoria prática), um elemento central do seu pensamento. Para Heidegger, o conceito é importante não apenas como um meio de dar ênfase ao nosso "ser-no-mundo" prático — em oposição e como superação da apreensão teórica —, mas, além disso, pode ser considerado como constituinte de um modo de apreender tanto a nossa situação prática, como, principalmente, a nossa situação existencial. Portanto phrónesis constitui um modo de autoconhecimento. O modo pelo qual Gadamer concebe "entendimento" e "interpretação" é orientado para a prática — como um modo de apreensão que tem a sua racionalidade própria, irredutível a normas, que não pode ser diretamente ensinado e que é sempre orientado para o caso particular presente. O conceito de phrónesis de Gadamer pode ser considerado como sendo uma elaboração da concepção dialógica de entendimento, já presente em Platão. Ambos os termos, phrónesis e diálogo, constituem um ponto de partida essencial para o desenvolvimento da hermenêutica filosófica de Gadamer.